# Élection présidentielle burundaise de 2015
L'élection présidentielle burundaise de 2015 se déroule le 21 juillet 2015 pour élire le président de la République du Burundi.

## Contexte
Le 21 mars 2014, le Parlement rejette une révision de la Constitution permettant à Nkurunziza de briguer un troisième mandat.
L'élection présidentielle est précédée par les élections législatives le 29 juin.

## Campagne
Initialement prévue pour le 26 juin 2015, l'élection présidentielle est reportée au 15 juillet 2015,, puis au 21 juillet.

## Candidats

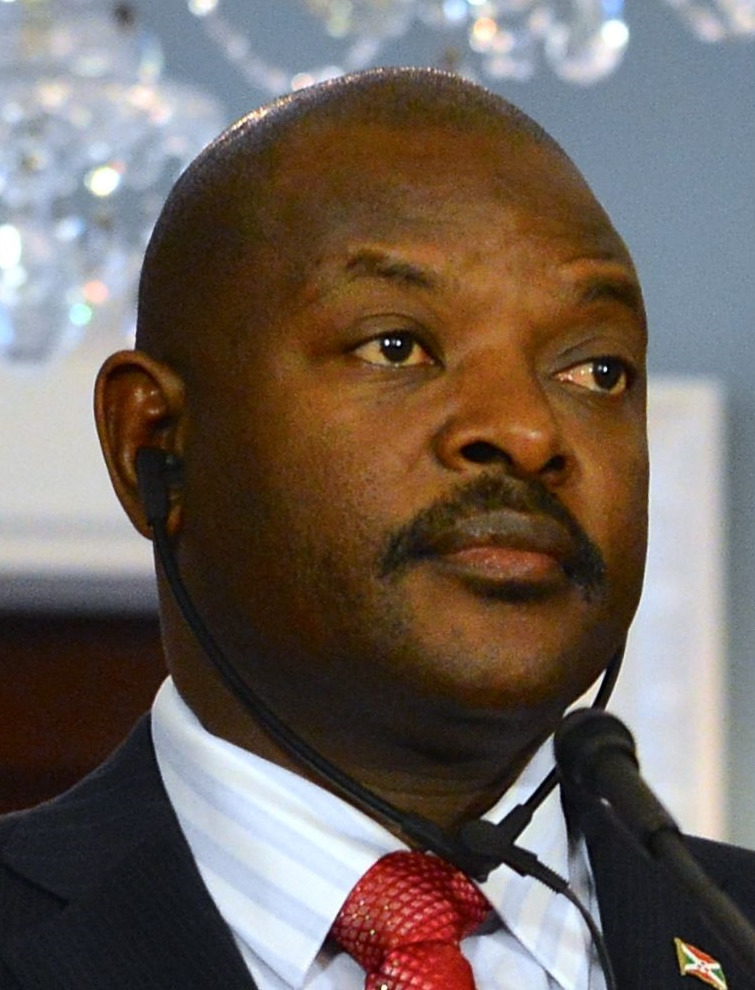
Le président burundais Pierre Nkurunziza lors de la conférence de presse organisée dans le cadre du sommet des dirigeants américains et africains, qui dure trois jours.

Le président sortant Pierre Nkurunziza annonce le 25 avril 2015, qu'il se présente à l'élection présidentielle burundaise de 2015, qui doit se tenir le 26 juin 2015, pour un troisième mandat consécutif. La Cour constitutionnelle valide cette candidature mais la décision est controversée car son vice-président a démissionné et fuit en dénonçant « des pressions énormes et même des menaces de mort ». L'annonce de sa candidature, et ensuite l'annonce de sa validité génère des manifestations d'une violence rare dans tout le pays à partir du 26 avril.

## Résultats
Le 24 juillet, Pierre Nkurunziza est proclamé vainqueur par la Commission électorale nationale indépendante. Agathon Rwasa arrive en seconde position, malgré son appel initial à boycotter l’élection. Le lendemain 25 juillet, Agathon Rwasa dénonce le résultat « fantaisiste » de cette élection et appelle à de nouvelles élections.
Le taux de participation annoncé par la Commission électorale nationale indépendante est de 73,44 %, alors que les journalistes et les observateurs n'ont observé qu'une affluence relativement moyenne.

### Résultats détaillés
|                          | Pierre Nkurunziza        | CNDD–FDD                 | 1 961 510 | 73,91 |  |  |
|                          | Agathon Rwasa            | IE                       | 536 625   | 20,22 |  |  |
|                          | Gerard Nduwayo           | UPRONA                   | 60 380    | 2,27  |  |  |
|                          | Jean Minani              | FRODEBU                  | 38 554    | 1,45  |  |  |
|                          | Jacques Bigirimana       | FNL                      | 28 609    | 1,08  |  |  |
|                          | Domitien Ndayizeye       | RANAC                    | 19 996    | 0,75  |  |  |
|                          | Jean De Dieu Mutabazi    | COPA                     | 4 436     | 0,17  |  |  |
|                          | Sylvestre Ntibantunganya | Indépendant              | 3 952     | 0,15  |  |  |
|                          |                          |                          |           |       |  |  |
| Votes valides            | Votes valides            | Votes valides            | 2 654 062 | 93,91 |  |  |
| Votes blancs             | Votes blancs             | Votes blancs             | 68 590    | 2,43  |  |  |
| Votes nuls               | Votes nuls               | Votes nuls               | 103 420   | 3,66  |  |  |
| Total                    | Total                    | Total                    | 2 826 072 | 100   |  |  |
| Abstention               | Abstention               | Abstention               | 1 022 047 | 26,56 |  |  |
| Inscrits / participation | Inscrits / participation | Inscrits / participation | 3 848 119 | 73,44 |  |  |